# Pisanie bezwzrokowe
Pisanie bezwzrokowe (inaczej pisanie dziesięcioma palcami lub pisanie pełnopalcowe) – system wprowadzania znaków na klawiaturze maszyny do pisania lub komputera. Pozycja poszczególnych klawiszy jest przy tym opanowywana tak, by kontrola czy sterowanie wzrokowe były zbędne.

## Układ palców ręki lewej i prawej w rzędzie podstawowym
Lewa ręka: A S D F
Prawa ręka: J K L ;.

Pozycja podstawowa palców przy pisaniu metodą bezwzrokową

Na praktycznie wszystkich klawiaturach znajdziemy na klawiszach F i J małe, ale wyczuwalne wzniesienie, umożliwiające bezwzrokowe ich znalezienie i orientację na klawiaturze.

## Zasada obsługi klawiszy ściśle określonym palcem

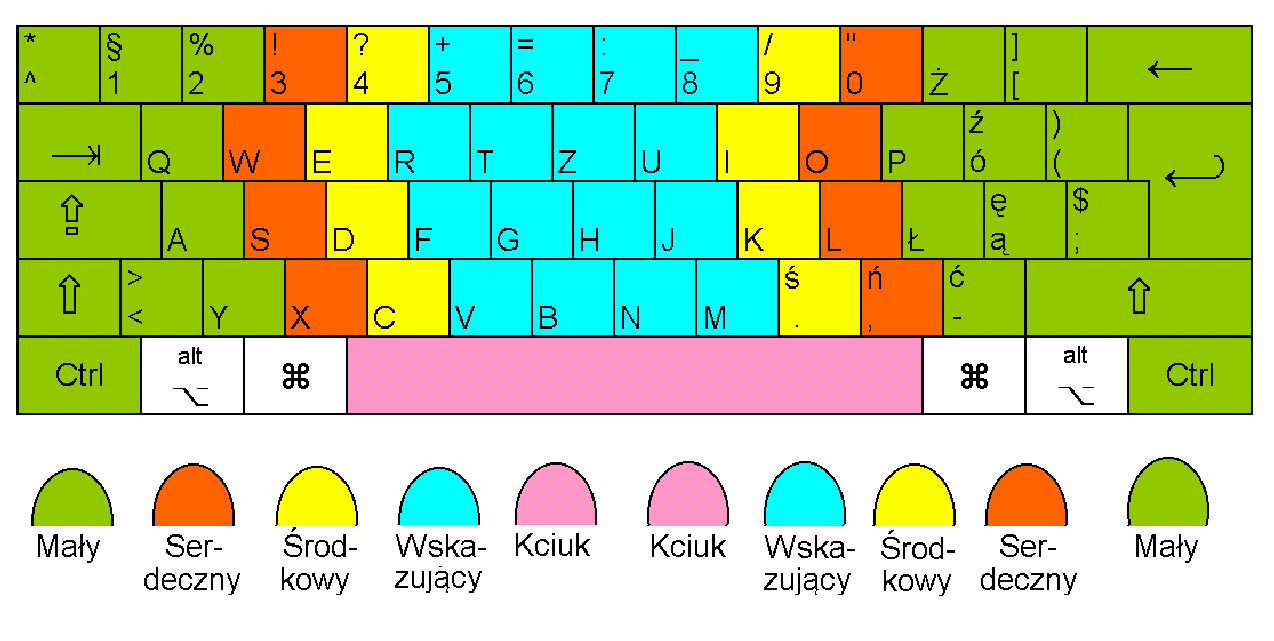
System bezwzrokowy pisania – tu na klawiaturze w układzie spotykanym na starszych Macintoshach

Co do obsługi poszczególnych klawiszy, jak widać na rysunku, każdy palec ma ściśle określony zakres przycisków.
Ścisłe powiązanie palca i przycisku doprowadza w efekcie do wytworzenia automatyzmów, co prowadzi do przyspieszenia ruchów palców z jednej strony, z drugiej zaś do zmniejszenia liczby błędów.
Odstępnik, czyli spacja, jest książkowo uruchamiana kciukiem przeciwnej ręki do tej, która obsługiwała ostatnio użyty klawisz. W praktyce jest to robione bezwiednie i nie odgrywa znaczącej roli. Klawisz ⇧ Shift (lub w dawnej nomenklaturze maszyn do pisania zmieniak rejestrów) uruchamiany jest zawsze małym palcem ręki przeciwnej do tej, która obsługuje dany klawisz. Na przykład, by uzyskać duże „A”, należy małym palcem prawej ręki nacisnąć ⇧ Shift, lewym małym palcem nacisnąć A. Przyciski Control, Alt, AltGr, jak również ⊞ Windows i ≣ Menu (czy odpowiednie klawisze na klawiaturze Macintoshy) oryginalnie nie występowały na klawiaturze maszyn do pisania i nie należą do systemu pisania bezwzrokowego. Pod warunkiem korzystania z właściwego sterownika (czyli klawiatury maszynistki) nie są też konieczne do wpisywania tekstów, co jest podstawowym przeznaczeniem systemu bezwzrokowego. 
Klawisz Control może być wygodnie obsługiwany małym palcem. Klawisze Alt najłatwiej osiągnąć kciukiem (z wyjątkiem starszych klawiatur pecetowych oraz klawiatur firmy Apple, gdzie wygodniejszy jest mały palec).

## Historia
Metoda pisania bezwzrokowego została wymyślona i zastosowana w 1876 przez Franka McGurrina, stenografa sądowego z Salt Lake City.
25 lipca 1888 McGurrin, który w owym czasie jako jedyny zapewne posługiwał się metodą bezwzrokową, wygrał w Cincinnati konkurs w pisaniu na maszynie na czas. Wynik ten odnotowany przez prasę zapewnił mu sławę oraz nagrodę pieniężną w wysokości 500 dolarów. McGurrin w późniejszym czasie prowadził kursy maszynopisania metodą bezwzrokową. Metoda bezwzrokowa jest do dziś stosowana powszechnie przy profesjonalnym wpisywaniu tekstów.

## Zalety i wady bezwzrokowego pisania
Po kilkudziesięciu godzinach ćwiczeń można uzyskać znacznie szybsze wpisywanie tekstów niż przy pisaniu sterowanym wzrokiem. Przy pisaniu tekstów na komputerze możliwe jest śledzenie wyniku na monitorze, przy przepisywaniu nie trzeba odrywać wzroku od brudnopisu. Podstawową i jedyną wadą jest konieczność poświęcenia kilkudziesięciu godzin na trening. Przy pisaniu sterowanym wzrokiem efekt nauki jest szybki, ale już po krótkim czasie nie można osiągnąć dalszej poprawy wyniku.
Przy metodzie bezwzrokowej w klasie mistrzowskiej osiągane są wyniki powyżej 700 znaków na minutę. Na międzynarodowych turniejach obserwuje się wyniki powyżej 1000 uderzeń na minutę. Posiadaczką obecnego Rekordu Guinnessa jest Barbara Blackburn, z wynikiem 1060 znaków na minutę na klawiaturze w układzie Dvoraka.

## Polskie układy klawiatury
Klawiatura w układzie programisty (QWERTY), powszechnie używana w Polsce, utrudnia opanowanie pisania bezwzrokowego w języku polskim. Źródłem trudności jest konieczność jednoczesnego naciskania dwóch klawiszy w celu wprowadzenia każdej litery diakrytyzowanej.
W wielu systemach do wprowadzania znaków diakrytycznych domyślnie stosowany jest wyłącznie prawy przycisk AltGr. Może to powodować dodatkowe trudności przy konieczności jednoczesnego naciśnięcia innego klawisza po prawej stronie klawiatury L, O, N. Dlatego osoby preferujące ten układ klawiatury w pisaniu bezwzrokowym często stosują rozwiązania umożliwiające uzyskiwanie polskich liter również z lewym Altem. System Windows oferuje również udogodnienie pozwalające na stosowanie kombinacji Ctrl + lewy Alt zamiast prawego AltGr.
Układ klawiatury maszynistki ułatwia wpisywanie tekstów bezwzrokowo poprzez umieszczenie liter diakrytycznych pod dedykowanymi klawiszami po prawej stronie bloku liter. Większość polskich znaków (z wyjątkiem ó i ą) może być w tym układzie wpisana jednym klawiszem, dwu klawiszy wymagają natomiast znaki interpunkcyjne (np. kropka, przecinek, dywiz).

## Alternatywne układy klawiatury
Zwolennicy klawiatury Dvoraka twierdzą, że przy tym układzie możliwe jest jeszcze szybsze wpisywanie tekstów oraz że układ ten można szybciej opanować. Dane na ten temat są dyskusyjne. Układ Dvoraka nie uzyskał powszechniejszej akceptacji.

## Odmiany systemu
W niektórych krajach (np. w Stanach Zjednoczonych) nauczany jest nieznacznie różniący się system. Różnica dotyczy górnego rzędu klawiszy. I tak mały palec lewej ręki obsługuje skrajny lewy przycisk oraz klawisz 1, serdeczny — 2, środkowy — 3, wskazujący — 4 oraz 5. Palce prawej ręki przyporządkowane są następująco: wskazujący — 6 i 7, środkowy — 8, serdeczny — 9, mały — 0 oraz wszystkie inne przyciski na prawo od klawisza 0. W praktyce odgrywa to jedynie rolę przy produkcji klawiatur „łamanych” w środku, czyli ergonomicznych.